# Apologética
Apologética (do latim tardio apologetĭcus, através do grego ἀπολογητικός, por derivação de "apologia", do grego απολογία: "defesa verbal") é a disciplina teológica própria de uma certa religião que se propõe a demonstrar a verdade da própria doutrina, defendendo-a de teses contrárias. Esta palavra deriva-se do deus grego Apolo.
A apologética desenvolveu-se sobretudo no cristianismo — enquanto em outras religiões, como o islamismo e o budismo, houve apenas tentativas menores. Assim, quando o termo "apologética" não é seguido de especificação, é quase sempre entendido como "apologética cristã", ou seja, como a prática da explanação, demonstração (de ordem moral, científica, histórica, etc.) e defesa sistematizada da fé cristã, sua origem, credibilidade, autenticidade e superioridade em relação às demais religiões e cosmovisões.
Na Patrística, chamam-se apologistas alguns que, sobretudo no século II, se dedicaram a escrever apologias ao cristianismo, usando temas e argumentos filosóficos, notadamente platônicos e estoicos — que se mostraram compatíveis com a revelação cristã. O objetivo desses escritos não era tanto o de defender o cristianismo contra correntes filosóficas diferentes ou contra religiões a ele opostas, mas o de convencer o imperador do direito de existência legal dos cristãos dentro do Império Romano. Os textos apologéticos constituíram as bases para o esclarecimento posterior dos dogmas teológicos e, portanto, dos conceitos fundamentais usados em teologia.

## Definições
Conforme Sproul, Gerstner, Lindsley (1984:13), a apologética é a defesa fundamentada da religião cristã. Como defesa fundamentada da fé, a apologética está para a teologia como a filosofia está para as ciências humanas.
É definida pelo dicionário Houaiss como sendo: 
"(1) Rubrica: teologia; defesa argumentativa de que a fé pode ser comprovada pela razão (1.1) Rubrica: catolicismo, teologia; parte da teologia que se dedica à defesa do catolicismo contra seus opositores (ver também Apologética Católica)" 
"(2) Derivação: por extensão de sentido (da acp. 1); defesa persistente de alguma doutrina, teoria ou ideia."
Ramm (1953:2) identifica na apologética o papel fundamental de mediar e conciliar tensões intelectuais:
…a apologética medeia tensões intelectuais. [Essa] mediação intelectual alivia as pressões mentais, resolvendo discrepâncias aparentes, harmonizando todos os elementos da vida mental. (…) Com o surgimento da mentalidade moderna e o conhecimento moderno, veio uma ampla gama de tensões para o apologeta Cristão mediar.
Francis Schaeffer argumenta que a apologética não deve ser usada como um conjunto de regras fixas e impessoais, mas que a explanação da fé deve estar sujeita à direção do Espírito Santo e à consciência da individualidade de cada pessoa.

## Estilos de apologética cristã
Há uma variedade de estilos e escolas de Apologética cristã. Os principais tipos de apologética Cristã incluem: apologética evidencialista, apologética pressuposicional, apologética filosófica, apologética profética, apologética doutrinal, apologética bíblica, apologética moral e apologética científica.

### Apologética evidencialista
Alega que as evidências materiais favorecem a validade do cristianismo. O evidencialista começa num ponto comum com os não cristãos, presumindo que os sentidos e a inteligência são ferramentas úteis para descobrir a verdade. Ele menciona registros históricos em favor da Bíblia, procurando demonstrar que:
1. Apesar de suas partes mais recentes terem sido escritas há quase dois milênios, ela foi preservada por fiéis copistas, de modo que o sentido de seu texto permaneceu inalterado ao longo dos séculos, como nenhum outro livro antigo chega perto de ser;
2. Ela contém profecias pontualmente cumpridas, que anteciparam eventos internacionais em dezenas ou centenas de anos;
3. Ela é harmoniosa do começo ao fim, formando um único pensamento, apesar de seus autores possuírem diversas formações e culturas, e, muitas vezes, não conhecerem os livros uns dos outros;
4. Ela é precisa arqueologicamente, se referindo a detalhes que, por inexatidão científica, eram contestados pelos historiadores, até serem esclarecidos por escavações posteriores.

Então, quando a razão mostra-se limitada para encontrar respostas a questões que transcendem o campo da investigação, tais como o sentido da existência, o evidencialista recomenda a aceitação do cristianismo, pelas abundantes evidências acumuladas em favor dessa religião. Todas as palavras contidas na Bíblia são fiéis de Gênesis a Apocalipse.

### Apologética pressuposicional
Segundo esta escola, o cristianismo forma um sistema completo de pensamento, com autoridade própria, não podendo ser autenticado por evidências externas, por ser necessariamente verdadeiro. Os pressuposicionalistas alegam que a conquista do conhecimento exige um método confiável de análise, que permita  deduzir informações necessariamente extraídas de premissas anteriores, o que só seria possível através do raciocínio sobre as declarações divinamente reveladas na Bíblia, e nunca das sensações ou da razão pura.
Desprovidos de um ponto inicial para racionar sobre as coisas, ninguém poderia obter informação segura, pela falta de uma base de inteligibilidade. E não adiantaria possuir um ponto inicial, se ele não possuísse autossustentação. Sem um princípio dogmático que permitisse interpretar a realidade a partir de um ponto absoluto, seria possível apenas presumir a validade das coisas, conforme pressupostos injustificados. Para ter certeza da veracidade de uma declaração, seria preciso negar qualquer possibilidade de sua falsidade, julgando-a por um sistema infalível de prova. 
Isso só seria possível, sempre conforme o pressuposicionalismo, através da revelação de um Deus Todo-Poderoso e Criador, detentor de todo o conhecimento sobre o Universo e de toda a autoridade, que seria a fonte de premissas pretensamente confiáveis, através das quais seria possível alcançar a verdade. Com tal alegação, os pressuposicionalistas questionam as premissas intelectuais dos não cristãos, desafiando-os a apresentarem um sistema de prova pelo qual consigam extrair informações confiáveis sobre qualquer coisa, e procuram demonstrar que o cristianismo não apenas é intelectualmente superior, mas exclusivamente verdadeiro.
Ao invés de começar a interpretar o mundo segundo premissas naturalísticas, não cristãs, para, depois, aceitar o cristianismo num “salto de fé”, o pressuposicionalista já começa aceitando o cristianismo por seu valor inerente, por ser uma revelação suficiente como única base segura de conhecimento.  Ele pressupõe que os fatos só possuem significado porque foram interpretados por Deus, antes de serem criados por Ele. Assim, no pressuposicionalismo, todo fato constitui evidência positiva à existência do Deus cristão, porque só poderia ser conhecido e explicado dentro da visão bíblica, cujas premissas forneceriam os pressupostos para o conhecimento, racionalidade e verdade.
Segundo Vincent Cheung, toda cosmovisão exige um princípio primeiro ou autoridade absoluta. Sendo primeiro ou absoluto, esse princípio não pode ser justificado por qualquer autoridade anterior ou maior; de outra forma não seria o primeiro ou absoluto. O princípio primeiro deve então possuir o conteúdo para justificar a si próprio. Por exemplo, a proposição 'Todo conhecimento provém da experiência sensorial' não é o princípio primeiro sobre o qual uma cosmovisão possa ser construída, pois se todo conhecimento advém da experiência sensorial, também esse princípio deve ser conhecido apenas pela experiência sensorial, mas antes de apresentar o princípio, a confiabilidade da experiência sensorial não estava estabelecida. Desse modo, o princípio resulta em um círculo vicioso, e se destrói. Não importa o que possa ser validamente deduzido desse princípio – se o sistema não pode sequer começar, as derivações do princípio não podem ser aceitas.

### Apologética filosófica
Esta escola procura demonstrar que o cristianismo é a religião mais conforme o raciocínio correto. Ela especula sobre o sentido da vida, a origem das coisas e a natureza humana, para apontar a doutrina bíblica como um sistema coerente.
Um exemplo dessa abordagem: o apologista procura provar a existência de Deus. O argumento filosófico mais forte, para isso, é o argumento kalam, desenvolvido por teólogos muçulmanos, mas aproveitado por pensadores cristãos; ele pode ser demonstrado assim:
Tudo o que começa a existir deve ter uma causa.
O Universo começou a existir.
Logo, o Universo tem uma causa.
Para provar que o Universo começou a existir, o apologista argumenta que um conjunto infinito de dias seria impossível, na prática. Uma linha infinita seria impossível na forma progressiva, com um ponto inicial, e cada dia se somando aos anteriores, pois isso resultaria num conjunto crescente, mas sempre finito. E uma linha sem início também não poderia existir, pois, assim, o número de dias transcorridos até agora seria infinito, e o hoje nunca teria chegado. Se o Universo não possuísse início, haveria uma quantidade indefinida (ilimitada) de dias que já teriam se passado, antes do tempo presente, o que é inconcebível.
Agora, continua o apologista, se o Universo (espaço, tempo e energia) teve um início, é porque existe Algo maior e diferente do próprio Universo, que deu-lhe causa, e que não possui causa. O Deus descrito na Bíblia se encaixa nessa definição.
Outro exemplo: a existência da moralidade. O apologista argumenta que, sem valores absolutos, não há razão para lutar por melhorias na sociedade, ou para condenar os atos de barbaridade. Agora, valores são formas de julgar ações, e o cristianismo apresenta um Deus que decide o que é correto, e que revelou Sua lei na mente de cada pessoa e na Bíblia. Assim, o fato de que todas as pessoas têm noção de culpa e responsabilidade seria uma evidência a favor do cristianismo, que contém um manual de regras para vivermos em harmonia com os outros, de acordo com palavra divina.

### Apologética científica
Pode-se dizer que a apologética científica seria uma versão secularizada das provas filosóficas medievais da existência de Deus. Seria a exposição dos fundamentos da fé e da Teologia, feita de modo científico.